# Jamais 2 sans 3
Pour l’article ayant un titre homophone, voir Jamais deux sans trois.
Cet article possède un paronyme, voir Jamais deux sans toi...t.
Pour plus de détails, voir Fiche technique et Distribution.
Jamais 2 sans 3 est un téléfilm français réalisé par Éric Summer et diffusé pour la première fois le 26 mars 2009 sur France 3.

## Synopsis
Dans la même journée, Étienne, flic de la BAC, perd son coéquipier au cours d'une opération et apprend qu'il va être papa. En effet, Angèle, qui l'a quitté il y a sept mois, est sur le point d'accoucher. Comme deux malheurs n'arrivent jamais seuls, il découvre avec horreur, au lendemain d'une soirée arrosée, qu'il a peut-être couché avec un homme. Un homme qui s'avère être son futur partenaire de travail. Étienne, désireux de retrouver l'assassin de son ami, devra affronter et gérer toutes ces difficultés en même temps.

## Fiche technique
- Scénario : Emmanuelle Sardou et Vincent Solignac
- Pays :  France
- Production : Christophe Carmona, François Charlent et Isabel Trigo
- Musique : François Castiello
- Durée : 90 minutes

## Distribution
- Édouard Montoute : Étienne Garreau
- Bruno Madinier : Alex Le Guen
- Clémence Bretécher : Melissa Bernard
- Lucie Jeanne : Angèle
- Stéphanie Vicat : Anne Corbière
- Guillaume Carcaud : Ariel Touati
- Damien Ferrette : Franck Tannat

## Bande originale
source : générique (sauf mention contraire)
- Let's All Chant - Michael Zager
- That's All Right (Mama) - Arthur Crudup

## Lieux de tournage
source : générique
- Île-de-France : Paris
- Hauts-de-France : Hellemmes, Lille et Roubaix